# Jean de La Forest (diplomate)
Pour les articles homonymes, voir Jean de La Forest.
 (février 2023).
Si vous disposez d'ouvrages ou d'articles de référence ou si vous connaissez des sites web de qualité traitant du thème abordé ici, merci de compléter l'article en donnant les références utiles à sa vérifiabilité et en les liant à la section « Notes et références ».

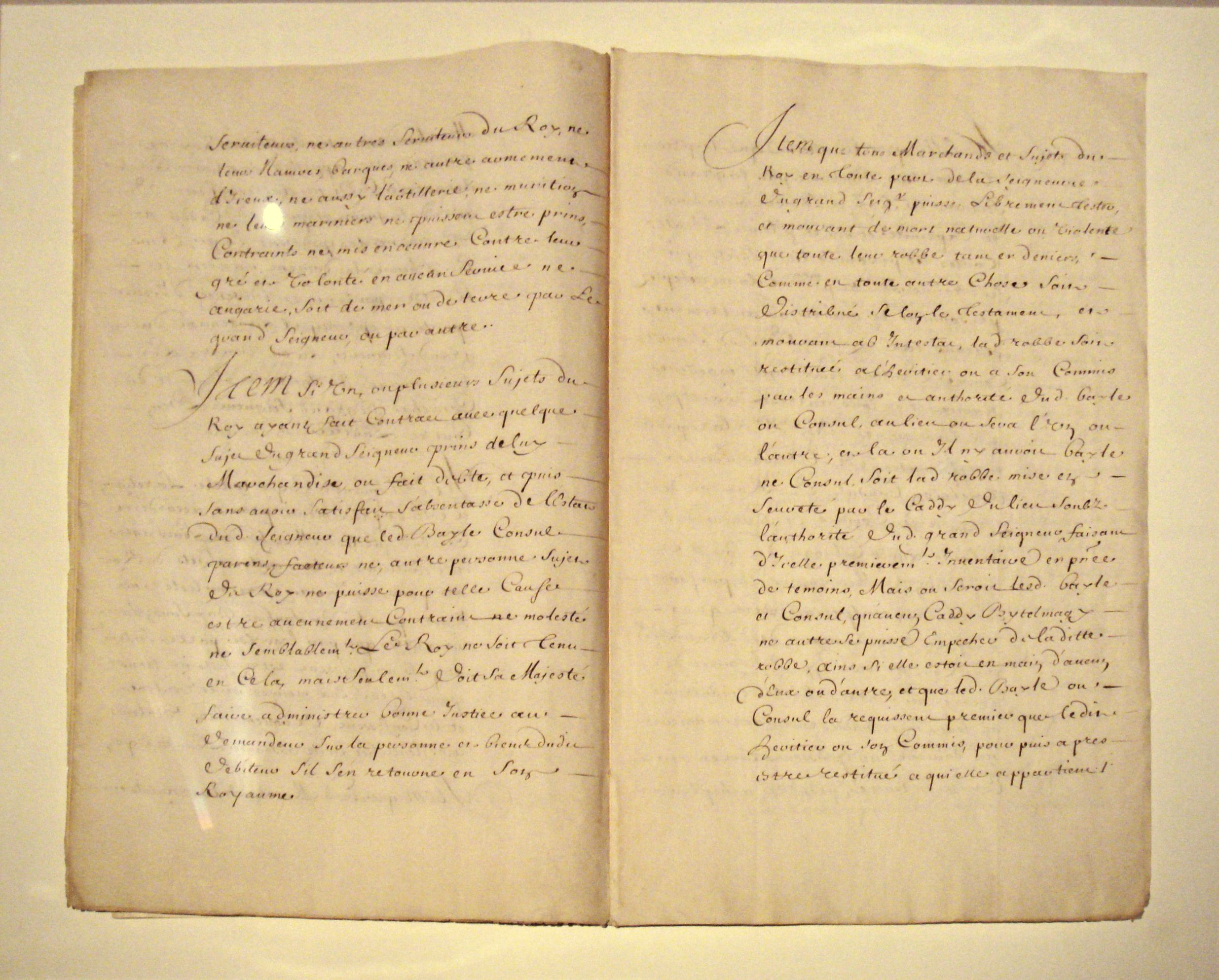
Traité de Capitulations de 1536 négocié entre l'Empire Ottoman et la France par l'intermédiaire de l'ambassadeur Jean de La Forest.

Jean de La Forest est un religieux et diplomate français en poste à la Sublime Porte de Istanbul auprès de Soliman le Magnifique.
Chevalier de Malte, il est abbé commendataire de Saint-Pierre-le-Vif, de Sens. Il vient à Sens prêter serment devant ses moines, du chef de cette commende. Le roi de France rémunérait par ce biais tous ses diplomates, aux frais des moines. 
Abbé de Saint-Pierre-le-Vif à Sens, pronotaire et secrétaire du roi François Ier, il fut premier ambassadeur de France dans l'Empire Ottoman de 1535 à 1538. 
Il obtint de Soliman le Magnifique le renouvellement et l’extension du traité de commerce signé en 1526.
Si l'on fait exception des deux hérauts envoyés par Louis XII vers 1500, les premières relations entre la France et l'Empire ottoman débutèrent aussitôt après la bataille de Pavie (24 février 1525). Un ambassadeur dont le nom reste inconnu fut dépêché par la régente du royaume, Louise de Savoie, à Constantinople. Il fut cependant massacré avec 11 de ses hommes, par Gazi Hasan-pacha (bs), le gouverneur du sandjak de Bosnie, probablement désireux de s'emparer des richesses de la délégation mécréante. C'est dans ce cadre que Jean de La Forest est dépêché par François Ier pour institutionnaliser les relations diplomatiques avec Soliman le Magnifique et pérenniser les échanges économiques.
En 1536, le traité de Capitulations négocié entre l'Empire ottoman et le royaume de France par l'intermédiaire de l'ambassadeur Jean de La Forest permit d'élargir à l'ensemble de l'Empire ottoman les privilèges octroyés aux Européens, notamment Français et Catalans, par les Mamelouks d'Égypte en 1518.